# ارسلان کاظمی
ارسلان کاظمی نائینی متولد (۲ اردیبهشت ۱۳۶۹ در اصفهان) بازیکن بسکتبال اهل ایران و بازیکن تیم ملی بسکتبال ایران و در حال حاضر باشگاه بسکتبال شهرداری گرگان است. او خود را از بهترین های آسیا معرفی کرده است.
ارسلان کاظمی، کاپیتان تیم ملی زیر ۱۸ سال بود و در سن ۱۷ سالگی برای یک فصل بازیکن تیم بزرگسالان ذوب‌آهن اصفهان بود و دومین ایرانی تاریخ بسکتبال کشور است که در اتحادیه ملی بسکتبال آمریکا حضور پیدا کرده و هم‌اکنون عضو باشگاه ذوب آهن اصفهان است.

## فعالیت حرفه ای

### رایس
او اولین ایرانی تمام تاریخ است که موفق به دریافت کمک هزینه دانشجویی برای بازی در لیگ دسته یک کالج‌های آمریکا (NCAA) شد. او پیشنهادهایی از دانشگاه‌های مریلند، سیتون هال، اوکلاماها، میسوری، نبراسکا و رایس دریافت نمود. در یازده آبان سال ۱۳۸۷ (یک نوامبر ۲۰۰۸)، ارسلان کاظمی، در زمستان سال بعد برای رایس بازی نمود. او عضو کالج مک مورتی در دانشگاه رایس است.

کاظمی در سال اول حضورش در در دانشگاه رایس را با میانگین ۱۰٫۳ امتیاز در هر بازی و ۹٫۱ ریباند در هر بازی، سالی خوب و دلپذیری را سپری نمود. کاظمی عنوان عضو سی-یو ای ای، تیم منتخب دانشجویان سالی را کسب کرد.

### اورگن
ارسلان کاظمی در اواسط فصل ۲۰۱۳ به اورگن پیوست. این بازیکن با اورگن توانست به مرحله حذفی مسابقات ان.سی.ای. ای (ان.سی. دابل ای) صعود کند و یک آمار خیره‌کننده در ریباند را به ثبت برساند. این بازیکن در یک بازی موفق شد ۱۷ ریباند کسب کند. ریباندهای وی در مرحله حذفی با تیم اورگن یکی از عوامل مؤثر حضور وی در درفت بود همان سال بود.

### بین‌المللی
کاظمی به عنوان کاپیتان تیم ملی زیر ۱۷ سال، در مسابقات بین‌المللی، با کسب ۱۶٫۶ امتیاز و ۱۲٫۲ ریباند، در هر بازی، و نیز ۳ پاس منجر به گل، عنوان برترین امتیازآور مسابقات جام جهانی زیر ۱۹ سال فیبا ۲۰۰۹، در اوکلند نیوزلند را کسب نمود. او در سال ۲۰۱۰ یکی از ۱۲ مرد اصلی تیم ملی ایران در مسابقات جام جهانی بسکتبال در استانبول بود. وی دی ان مسابقات با میانگین ۱۲ امتیاز و ۷٫۴ ریباند و ۰٫۴ پاس منجر به گل، در هر بازی یکی از بازیکنان موفق ایران بود. همچنین او با ۲٫۸ استیل در هر مسابقه بهترین استیلر رقابت‌های جام جهانی بسکتبال ۲۰۱۰ بود.

### حضور در NBA
ارسلان کاظمی در درفت سال ۲۰۱۳ و در پیک ۵۴ به واشینگتن ویزارد پیوست؛ ولی این بازیکن از واشینگتن به فیلادلفیا سونی سیکسرز ترید شد و دومین ایرانی لقب گرفت که تا به حال توانسته به لیگ NBA راه پیدا کند.